# Полтавський гірничо-збагачувальний комбінат

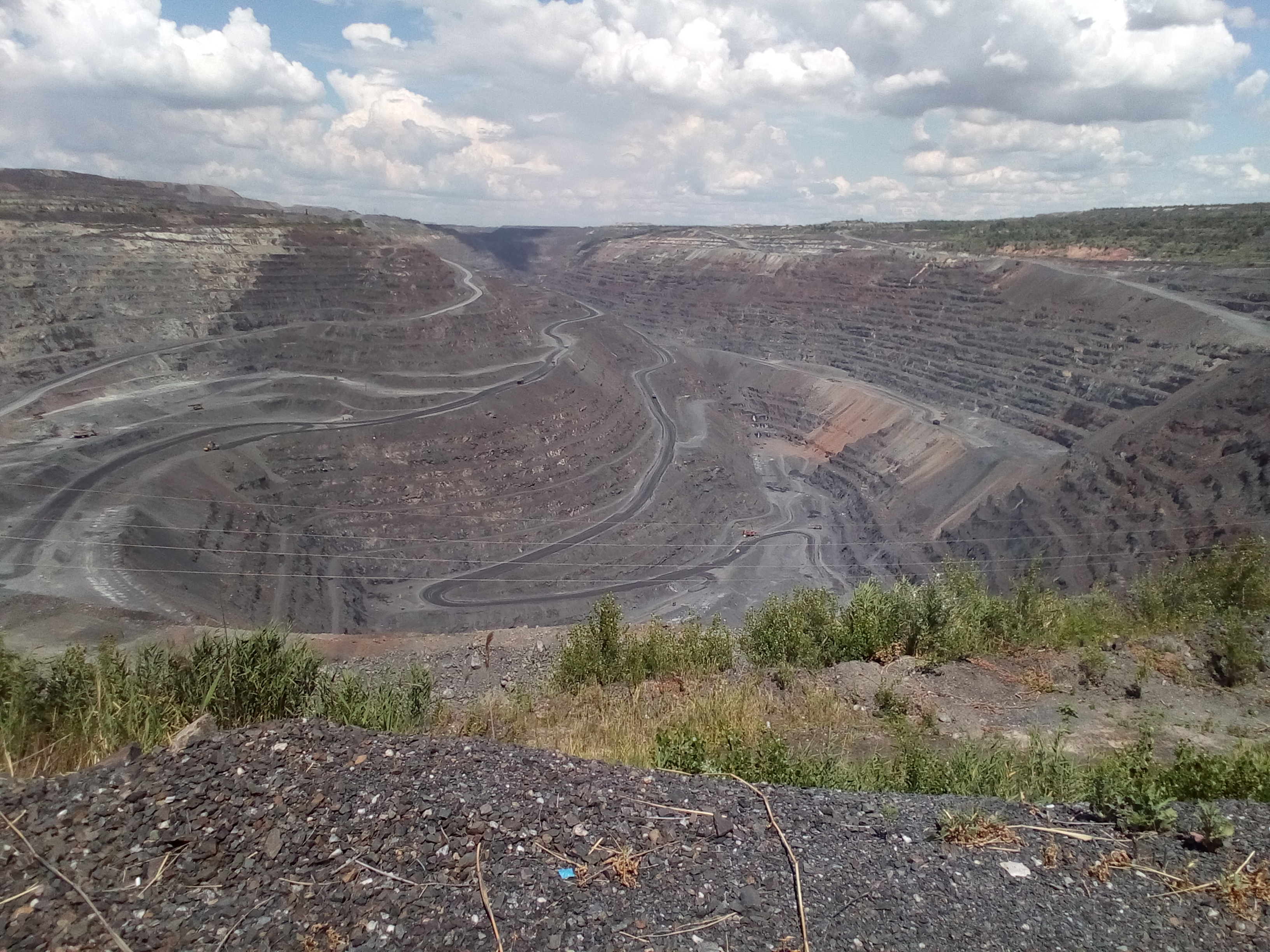
Кар'єр Полтавського гірничо-збагачувального комбінату

Полтавський гірничо-збагачувальний комбінат, ПрАТ — підприємство в м. Горішні Плавні, приватне акціонерне товариство, найбільший український експортер залізорудних котунів до Європи. Належить Костянтину Жеваго (компанія «Ferrexpo»). Чистий прибуток ВАТ «Полтавський ГЗК» за січень-грудень 2014 склав 43 млн грн. При цьому чистий прибуток компанії за 2013 склав 1 млн 427 тис. грн. Станом на 16 травня 2023 року розмір статутного капіталу підприємства складав — 3 087 600 000,00 грн.
Має повний технологічний цикл — від видобутку сирої руди до виробництва залізорудних котунів. Переробка руди, виробництво концентрату й котунів здійснюється на переробному комплексі, що включає дробильну та збагачувальну фабрики, а також цех виробництва котунів.
Частину концентрату для виробництва котунів підприємство купує у сторонніх компаній, оскільки збагачувальні потужності Полтавського ГЗК не дають змоги повністю задовольняти власні потреби в концентраті. Також «Полтавський ГЗК» за давальницькою схемою переробляє залізну руду, видобуту на Єристівському ГЗК (Ferrexpo).

## Історія
У 1970-х роках на новобудову прибули перші загони молоді з міст Полтави, Дніпропетровська, Києва та Львова. Будівництво було оголошено ударним комсомольським будівництвом. Комбінат запущений у експлуатацію в 1970 році під назвою «Дніпровський гірничо-збагачувальний комбінат». Сучасна назва підприємства — з 1981 року.
У якості ПрАТ, «Полтавський гірничо-збагачувальний комбінат» було зареєстровано 5 січня 1995 року.
У червні 2002 року ВАТ «Полтавський гірничо-збагачувальний комбінат» отримав ліцензію на промислову розробку Єристівського родовища. Згідно з Постановою Кабінету міністрів України № 864 Полтавському ГЗК дозволили взяти в оренду на 49 років земельну ділянку над цим родовищем площею 579 га.
У липні 2006 року почалися підготовчі роботи з освоєння Єристівського родовища, розташованого за 3 км на північ від діючого кар'єру Полтавського ГЗК.
У травні 2008 року акціонери ВАТ «Полтавський гірничо-збагачувальний комбінат»; на зборах ухвалили рішення про створення ТОВ «Єристівський ГЗК», в якому Полтавському ГЗК буде належати 51 %.
У 2008 році чистий дохід — 4 577.7 млн грн, чистий прибуток — 835.9 млн грн., обігові активи — 1 826.1 млн грн.
У 2009 році на родовищі були проведені розкривні роботи, проведена закупівля кар'єрної техніки та будівництво допоміжних приміщень.
На початку 2010 року, ТОВ «Єристівський ГЗК» отримало дозвіл на користування надрами Єристівського родовища.
У 2019 році «Полтавський ГЗК» планував виробити 10,6 млн т котунів із власної руди та руди, видобутої на ЄГЗК. Виробництво котунів із вмістом заліза 65 % у 2019 було заплановано в обсязі 9,88 млн тонн.
Станом на 2021 рік, за повідомленням окремих вітчизняних ЗМІ, «Полтавський ГЗК» періодично хочуть захопити російські олігархи.
29 грудня 2022 року, Лондонська фондова біржа з посиланням на заяву компанії «Ferrexpo» повідомила, що один з ключових акціонерів Полтавського гірничо-збагачувального комбінату Костянтин Жеваго виходить зі складу ради директорів залізорудної компанії «Ferrexpo».

## Економічна діяльність
Переробляє залізні руди Горішнє-Плавнинського та Лавриківського родовищ, які представлені магнетитовими та кумінгтоніто-магнетитовими кварцитами з загальним вмістом заліза відповідно 34 % та 27 % та вмістом заліза, пов'язаного з магнетитом — 26,6 % і 17,03 %.
Руди відрізняються тонкою вкрапленістю, складним характером проростання рудних та нерудних матеріалів і є складним об'єктом для збагачення з одержанням якісних залізорудних концентратів. Згідно з аналізом дисперсності компонентів концентрату середня крупність зерен магнетиту — бл. 30 мкм, а його зростків з кварцом — 37 мкм. Балансові запаси руд на 01.01.99 складають за категоріями А+В+С1 1,761 млрд т. Забезпеченість ГЗК запасами при проектній продуктивності — 51,7 роки. На балансі ГЗК також розвідані Єристівського і Беланівського родовищ залізистих кварцитів, які аналогічні родовищам, що розробляються. В схемах збагачення застосовується традиційна для України технологія тристадійного подрібнення, пряме та зворотнє магнітно-флокуляційне сепарування (магнітна дешламація), мокре магнітне сепарування. В результаті при різних схемах збагачення одержують концентрат з вмістом заліза від 60…61 % до 62…65,9 %. Фабрика грудкування побудована на комплексному американському обладнанні з використанням технології «решітка-трубчаста пічка-кільцевий охолоджувач» з повною автоматизацією технологічного процесу, що забезпечує високу якість котунів.
На комбінаті практично без ремонту працюють десятки років біля півтисячі гідроциклонів з карбіду кремнію, виготовлених Броварським заводом порошкової металургії за технологією, розробленою В. В. Іващенком.
Понад 85 % продукції (2000 р.) експортується до Австрії, Румунії, Польщі, Болгарії, Чехії, Словаччини, країн колишньої Югославії, Італії, Угорщини.

### Об'єми виробництва
| Рік  | Видобуток залізної руди, тис. т | Концентрат, тис. т | Котуни, тис. т |
| ---- | ------------------------------- | ------------------ | -------------- |
| 2012 | 28662                           | 11830              | 11830          |
| 2013 | 22736                           | 13195              | 13195          |
| 2014 | 17655                           | 14378              | 14378          |
| 2015 | 16156                           | 1726               | 1726           |
| 2016 | 16232                           | 14006              | 14006          |
| 2017 | 15662                           | 12807              | 12807          |
| 2018 |                                 |                    |                |
| 2019 |                                 |                    |                |
| 2020 |                                 |                    |                |
| 2021 |                                 |                    |                |
| 2022 |                                 |                    |                |

### Прибутки
- За 2012 рік чистий прибуток становив 431,595 млн грн, загальна кількість активів — 11,459 млрд грн.
- Чистий прибуток ВАТ «Полтавський ГЗК» за січень-грудень 2014 склав 43 тис. грн. При цьому чистий прибуток компанії за 2013 р. склав 1 млн 427 тис. грн.

### Спецдозволи
Компанія володіє двома спецдозволами на видобування залізистих, магнетитових та кумінгтоніт-магнетитових кварцитів у Горішнє-Плавнинському та Лавриківському родовищах. Дозволи діють з 29.07.1997 року.
Згідно Переліку спеціальних дозволів на користування надрами, для відшукання залізистих кварцитів з грудня 2004 року проводиться геологічне вивчення надр наступних ділянок: Заруденська, Броварківська, Харченківська.
З грудня 2004 до 02.03.2016 року діяли дозволи на геологічне вивчення ділянки Василівська та Мануйлівського родовища з метою відшукання залізистих кварцитів.

## Організаційна структура
Генеральним директором Полтавського ГЗК з квітня 2007 є Лотоус Віктор Вікторович. 

### Дочірні підприємства
- Дочірнє підприємство «Ферротранс» відкритого акціонерного товариства «Полтавський ГЗК» (ЄДРПОУ 25642707);
- Товариство з обмеженою відповідальністю «Об'єднана енергетична компанія» (ЄДРПОУ 31712422);
- Товариство з обмеженою відповідальністю «Нова-логістика» (ЄДРПОУ 35713388).

### Персонал та зарплатня
Чисельність персоналу — 7507 осіб. Середня заробітна плата (до стягнення податків на рівні працівника) складає — 177 тис. грн. на рік.

## Страйк 2010
3 серпня 2010 року, працівники комбінату почали страйк, вимагаючи перегляду рівня середньої зарплати та перегляду норм безпеки праці. Адміністрація підприємства у відповідь завезла до міста 200 штрейкбрехерів. Міська прокуратура м. Комсомольська порушила кримінальні справи проти щонайменше 10 страйкарів.

## Розслідування
7 лютого 2023 року Шевченківський суд Києва заблокував рахунки комбінату. Рішення ухвалили за клопотанням генерального прокурора у справі про можливе ухилення компанії від сплати рентних платежів.
29 червня 2023 року, за процесуального керівництва ГПУ повідомлено про підозру шести учасникам організованої групи: голові, заступнику голови правління, головному бухгалтеру і начальнику відділу комбінату, двом колишнім керівникам товариств. Їм інкриміновано заволодіння чужим майном та легалізацію майна, одержаного злочинним шляхом.
7 липня Печерський суд обрав запобіжні заходи шістьом топ-менеджерам комбінату, всі шість підозрюваних мали перебувати в СІЗО з альтернативою внесення застави: організатор міг внести 60 млн грн, решта - 2-40 млн грн.
За даними слідства, керівництво комбінату, який підконтрольний підсанкційному мільярдеру Жеваго, у 2019-2021 роках налагодили схему заволодіння корисними копалинами. Вони реалізовували їх підконтрольним компаніям за заниженими цінами без відповідного дозволу. Фактично, було легалізовано гроші на 380 млн грн.
У листопаді голова правління комбінату Віктор Лотоус вийшов з СІЗО під заставу в 400 млн грн.